# Conte di Verulam
Conte di Verulam è un titolo nobiliare inglese nella Parìa del Regno Unito.

## Storia

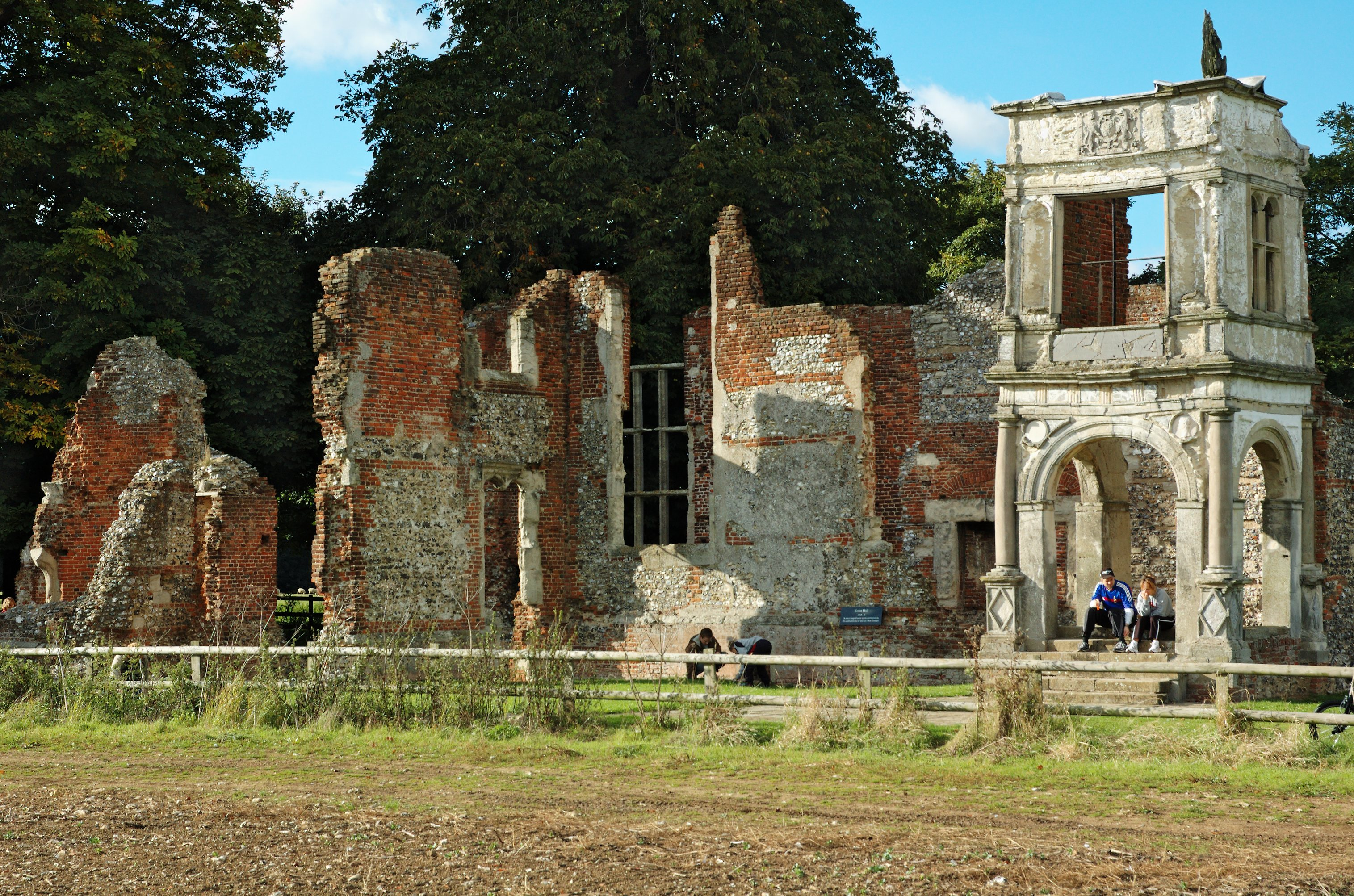
Rovine della vecchia Gorhambury House sede medievale della famiglia sino alla costruzione della nuova Gorhambury House nel XVIII secolo

Il titolo venne creato nel 1815 per James Grimston, IV visconte Grimston. Questi era stato creato nel contempo Visconte Grimston nella parìa del Regno Unito ed in precedenza aveva rappresentato la costituente di St Albans (in latino Verulamium) alla camera dei comuni britannica. Nel 1808 succedette al cugino di sua madre come X Lord Forrester. Venne succeduto da suo figlio, il II conte, il quale fu un noto politico tory ed ebbe incarichi minori nei primi due governi del Conte di Derby. Suo figlio, il III conte, rappresentò St Albans al parlamento per i conservatori. Suo nipote, il VI conte (succeduto al fratello maggiore) venne nominato rappresentante per St Albans. Attualmente i titoli sono passati a suo figlio, il VII conte, il quale è succeduto al padre nel 1973.
I titoli di Visconte Grimston e Barone Dunboyne vennero invece creati nel 1719 nella Parìa d'Irlanda per William Grimston, membro del parlamento per St Albans. Nato William Luckyn, questi era pronipote di sir Samuel Grimston, III baronetto, di Bradfield (titolo estinto alla sua morte nel 1700), del quale assunse il cognome succedendogli nell'eredità. Nel 1737 succedette anche a suo fratello maggiore come V baronetto di Little Waltham (vedi poi). Venne succeduto a sua volta da suo figlio, il II visconte. Questi rappresentò St Albans alla camera dei comuni e suo figlio, il III visconte, fu membro del parlamento per St Albans e per l'Hertfordshire. Nel 1790 venne creato Barone Verulam, di Gorhambury nella Contea di Hertford, nella Parìa di Gran Bretagna. Questi venne succeduto da suo figlio, il già menzionato IV visconte, che venne creato conte di Verulam nel 1815.
Il Baronettaggio Luckyn, di Little Waltham nella contea di Essex, venne creato nel Baronettaggio d'Inghilterra nel 1629 per William Luckyn. Il II baronetto rappresentò la costituente di Harwich al parlamento. Il IV baronetto venne succeduto dal fratello minore, il già menzionato William Grimston, I visconte Grimston.
La sede della famiglia è Gorhambury House a St Michael, nell'Hertfordshire.

## Baronetti Luckyn, poi Grimston, di Little Waltham (1629)
- Sir William Luckyn, I baronetto (1594–1660)
- Sir Capell Luckyn, II baronetto (1622–1680)
- Sir William Luckyn, III baronetto (m. circa 1708)
- Sir Harbottle Luckyn, IV baroentto (1683–1737)
- Sir William Grimston, V baronetto (c. 1684–1756) (già creato Visconte Grimston nel 1719, vedi poi)

## Visconti Grimston (1719)
- William Grimston, I visconte Grimston (c. 1683–1756)
- James Grimston, II visconte Grimston (1711–1773)
- James Bucknall Grimston, III visconte Grimston (1747–1808)
- James Walter Grimston, IV visconte Grimston (1775–1845) (creato Conte di Verulam nel 1815, vedi poi)

## Conti di Verulam (1815)
- James Walter Grimston, I conte di Verulam (1775–1845)
- James Walter Grimston, II conte di Verulam (1809–1895)
- James Walter Grimston, III conte di Verulam (1852–1924)
- James Walter Grimston, IV conte di Verulam (1880–1949)
- James Brabazon Grimston, V conte di Verulam (1910–1960)
- John Grimston, VI conte di Verulam (1912–1973)
- John Duncan Grimston, VII conte di Verulam (n. 1951)

L'erede apparente è il figlio dell'attuale detentore del titolo, James Walter Grimston, visconte Grimston (n. 1978), sposato con Lady Rosanagh Innes-Ker, figlia di Guy Innes-Ker, X duca di Roxburghe.